# أونق يلقي السفلي (آق التين)
أونق یلقي السفلی (بالفارسية: اونق‌یلقی سفلی) هي قرية تقع في إيران في غلستان. يقدر عدد سكانها بـ 595 نسمة بحسب إحصاء 2016.